# Selección de fútbol sub-21 de los Países Bajos
La selección de fútbol sub-21 de los Países Bajos es la selección nacional sub-21 de los Países Bajos y está regida por la Real Asociación Neerlandesa de Fútbol. El equipo compite en el Eurocopa Sub-21, que se celebra cada dos años.
Tras el reajuste de las competiciones juveniles de la UEFA en 1976, se formó el equipo holandés Sub-21. El equipo no tuvo un muy buen récord, al no clasificarse para nueve de los quince torneos. El equipo no participó en la competición de 1978, pero desde entonces ha alcanzado las semifinales en dos ocasiones y se ha clasificado para las semifinales en otras tres ocasiones.
Dado que las reglas de la competencia sub-21 insisten en que los jugadores deben tener 21 años o menos al comienzo de una competencia de dos años, técnicamente es una competencia sub-23. Por este motivo, también se muestra el récord de Holanda en las anteriores competiciones Sub-23. El primer partido competitivo fue en el "Reto Sub-23", partido que perdieron. El equipo se clasificó para los últimos ocho de cada uno de los tres torneos Sub-23.
En 2006, la selección holandesa de fútbol sub-21 del entrenador Foppe de Haan ganó la Eurocopa Sub-21 de 2006. Klaas-Jan Huntelaar se convirtió en el máximo goleador y jugador del torneo con cuatro goles, y también rompió el récord de goles de todos los tiempos de 15 goles que anteriormente tenían Roy Makaay y Arnold Bruggink, en su último partido con el equipo mientras mantenía este récord. a dieciocho goles. Al año siguiente, la selección holandesa de fútbol sub-21 defendió con éxito su título al ganar la Eurocopa Sub-21 de 2007 en la final contra Serbia con 4-1. Maceo Rigters fue el máximo goleador de la competición con cuatro goles y Royston Drenthe fue el Jugador del Torneo. La victoria significó que Países Bajos se clasificó para los Juegos Olímpicos de 2008 en Pekín. El equipo no pudo clasificarse para la Eurocopa Sub-21 de 2009, después de perder ante Suiza en su último partido de clasificación.

## Participaciones

### Eurocopa Sub-21
| Año    | Resultado        | Pos.              |
| ------ | ---------------- | ----------------- |
| 1978   | No participó     | No participó      |
| 1980   | No clasificó     | No clasificó      |
| 1986   | No clasificó     | No clasificó      |
| 1988   | Semifinales      | Medalla de bronce |
| 1990   | Fase de grupos   | —                 |
| 1992   | Cuartos de final | 5.º               |
| 1994   | No clasificó     | No clasificó      |
| 1996   | No clasificó     | No clasificó      |
| 1998   | Cuarto puesto    | 4.º               |
| 2000   | Fase de grupos   | 6.º               |
| 2002   | No clasificó     | No clasificó      |
| 2004   | No clasificó     | No clasificó      |
| 2006   | Campeones        | Medalla de oro    |
| 2007   | Campeones        | Medalla de oro    |
| 2009   | No clasificó     | No clasificó      |
| 2011   | No clasificó     | No clasificó      |
| 2013   | Semifinales      | Medalla de bronce |
| 2015   | No clasificó     | No clasificó      |
| / 2019 | No clasificó     | No clasificó      |
| / 2021 | Semifinales      | Medalla de bronce |
| / 2023 | Fase de grupos   | 9.º               |
| 2025   | Semifinales      | Medalla de bronce |
| Total  | 2 Títulos        | 11/22             |

### Jugadores notables
| - Jo Bonfrere - Roy Makaay - Arnold Bruggink - Wilfred Bouma - Peter Wisgerhof - Victor Sikora - Mark van Bommel - Jan Vennegoor of Hesselink - Dirk Kuyt | - Kenneth Vermeer - Gijs Luirink - Nicky Hofs - Stijn Schaars - Urby Emanuelson - Romeo Castelen - Klaas-Jan Huntelaar - Robin van Persie - Boy Waterman | - Ron Vlaar - Ryan Donk - Gianni Zuiverloon - Hedwiges Maduro - Otman Bakkal - Maceo Rigters - Ryan Babel - Royston Drenthe - Tim Krul - Erik Pieters |

## Jugadores

### Equipo actual
Los jugadores nacidos en o después de 2002 son elegibles para la Eurocopa Sub-21 de 2025.
Los siguientes jugadores fueron convocados para el Campeonato de Europa Sub-21 de la UEFA de 2025 a partir del 11 de junio de 2025.
Los nombres en cursiva denotan jugadores que han sido limitados para el equipo Senior.
Partidos y goles actualizados al 12 de junio de 2025. Clubes actualizados al 12 de junio de 2025
| No. | Pos.           | Jugador                 | Fecha de nacimiento (edad)        | Pdos. | Goles | Club                |
| --- | -------------- | ----------------------- | --------------------------------- | ----- | ----- | ------------------- |
| 1   | Portero        | Dani van den Heuvel     | 28 de mayo de 2003 (22 años)      | 2     | -4    | Club Brujas         |
| 16  | Portero        | Robin Roefs             | 17 de enero de 2003 (22 años)     | 5     | -4    | NEC Nimega          |
| 23  | Portero        | Calvin Raatsie          | 9 de febrero de 2002 (23 años)    | 7     | -2    | Excelsior Rotterdam |
|     | Portero        | Rome-Jayden Owusu-Oduro | 2 de julio de 2004 (20 años)      | 6     | -2    | AZ Alkmaar          |
| 2   | Defensa        | Devyne Rensch           | 18 de enero de 2003 (22 años)     | 17    | 2     | AS Roma             |
| 3   | Defensa        | Ryan Flamingo           | 31 de diciembre de 2002 (22 años) | 11    | 0     | PSV Eindhoven       |
| 4   | Defensa        | Jorrel Hato             | 7 de marzo de 2006 (19 años)      | 6     | 0     | Ajax de Amsterdam   |
| 5   | Defensa        | Ian Maatsen             | 10 de marzo de 2002 (23 años)     | 20    | 1     | Aston Villa FC      |
| 8   | Defensa        | Anass Salah-Eddine      | 18 de enero de 2002 (23 años)     | 11    | 0     | AS Roma             |
| 12  | Defensa        | Neraysho Kasanwirjo     | 18 de febrero de 2002 (23 años)   | 11    | 0     | Rangers FC          |
| 13  | Defensa        | Rav van den Berg        | 7 de julio de 2004 (20 años)      | 3     | 1     | Middlesbrough FC    |
| 14  | Defensa        | Wouter Goes             | 10 de junio de 2004 (21 años)     | 4     | 0     | AZ Alkmaar          |
| 15  | Defensa        | Bjorn Meijer            | 18 de marzo de 2003 (22 años)     | 8     | 2     | Club Brujas         |
| 6   | Centrocampista | Youri Regeer            | 18 de agosto de 2003 (21 años)    | 12    | 2     | Ajax de Amsterdam   |
| 10  | Centrocampista | Kenneth Taylor          | 16 de mayo de 2002 (23 años)      | 23    | 3     | Ajax de Amsterdam   |
| 18  | Centrocampista | Ezechiel Banzuzi        | 16 de febrero de 2005 (20 años)   | 5     | 1     | OH Leuven           |
| 20  | Centrocampista | Antoni Milambo          | 3 de abril de 2005 (20 años)      | 3     | 0     | Feyenoord           |
| 22  | Centrocampista | Luciano Valente         | 4 de octubre de 2003 (21 años)    | 3     | 2     | FC Groningen        |
| 7   | Delantero      | Million Manhoef         | 3 de enero de 2002 (23 años)      | 20    | 6     | Stoke City FC       |
| 9   | Delantero      | Noah Ohio               | 16 de enero de 2003 (22 años)     | 17    | 8     | FC Utrecht          |
| 11  | Delantero      | Ruben van Bommel        | 3 de agosto de 2004 (20 años)     | 12    | 4     | AZ Alkmaar          |
| 17  | Delantero      | Ernest Poku             | 28 de enero de 2004 (21 años)     | 9     | 1     | AZ Alkmaar          |
| 19  | Delantero      | Thom van Bergen         | 6 de enero de 2004 (21 años)      | 5     | 2     | FC Groningen        |
| 21  | Delantero      | Myron van Brederode     | 6 de julio de 2003 (21 años)      | 14    | 1     | Fortuna Düsseldorf  |

### Llamados recientes
| Pos.                                                                                         | Jugador                       | Fecha de nacimiento (edad)       | Pdos. | Goles | Club                   | Última convocatoria                               |
| -------------------------------------------------------------------------------------------- | ----------------------------- | -------------------------------- | ----- | ----- | ---------------------- | ------------------------------------------------- |
| Portero                                                                                      | Niek Schiks                   | 3 de febrero de 2004 (21 años)   | 0     | 0     | PSV Eindhoven          | vs. Inglaterra, 18 de noviembre de 2024           |
| Defensa                                                                                      | Hugo Wentges                  | 11 de febrero de 2002 (23 años)  | 1     | 0     | ADO Den Haag           | vs. Moldavia, 8 de septiembre de 2023             |
| Defensa                                                                                      | Youri Baas                    | 17 de marzo de 2003 (22 años)    | 4     | 0     | Ajax de Amsterdam      | Eurocopa Sub-21 de 2025 LES                       |
| Defensa                                                                                      | Max Bruns                     | 6 de noviembre de 2002 (22 años) | 6     | 1     | FC Twente              | vs. Rumania, 25 de marzo de 2025                  |
| Defensa                                                                                      | Finn van Breemen              | 25 de febrero de 2003 (22 años)  | 6     | 0     | FC Basel               | vs. Rumania, 25 de marzo de 2025                  |
| Defensa                                                                                      | Tyrese Asante                 | 9 de abril de 2002 (23 años)     | 6     | 0     | Maccabi Tel Aviv       | vs. Rumania, 25 de marzo de 2025                  |
| Defensa                                                                                      | Lamare Bogarde                | 5 de enero de 2004 (21 años)     | 1     | 0     | Aston Villa FC         | vs. Italia, 21 de marzo de 2025                   |
| Defensa                                                                                      | Denso Kasius                  | 6 de octubre de 2002 (22 años)   | 7     | 0     | AZ Alkmaar             | vs. Inglaterra, 18 de noviembre de 2024           |
| Defensa                                                                                      | Maxim Dekker                  | 21 de abril de 2004 (21 años)    | 2     | 0     | AZ Alkmaar             | vs. Eslovenia, 14 de noviembre de 2024            |
| Defensa                                                                                      | Ki-Jana Hoever                | 18 de enero de 2002 (23 años)    | 6     | 1     | AJ Auxerre             | vs. Macedonia del Norte, 11 de septiembre de 2023 |
| Centrocampista                                                                               | Dirk Proper                   | 24 de febrero de 2002 (23 años)  | 11    | 1     | NEC Nimega             | Eurocopa Sub-21 de 2025 LES                       |
| Centrocampista                                                                               | Gjivai Zechiël                | 1 de junio de 2004 (21 años)     | 6     | 1     | Sparta Rotterdam       | vs. Rumania, 25 de marzo de 2025                  |
| Centrocampista                                                                               | Kian Fitz-Jim                 | 5 de julio de 2003 (21 años)     | 4     | 1     | Ajax de Amsterdam      | vs. Rumania, 25 de marzo de 2025                  |
| Centrocampista                                                                               | Jochem Ritmeester van de Kamp | 2 de noviembre de 2003 (21 años) | 1     | 0     | Almere City FC         | vs. Eslovenia, 14 de noviembre de 2024            |
| Centrocampista                                                                               | Julian Baas                   | 16 de abril de 2002 (23 años)    | 1     | 0     | Eintracht Braunschweig | vs. Moldavia, 25 de marzo de 2024                 |
| Centrocampista                                                                               | Calvin Twigt                  | 30 de enero de 2003 (22 años)    | 2     | 0     | Go Ahead Eagles        | vs. Suecia, 20 de noviembre de 2023               |
| Centrocampista                                                                               | Fedde De Jong                 | 13 de junio de 2003 (22 años)    | 1     | 0     | SC Cambuur             | vs. Georgia, 11 de octubre de 2023                |
| Centrocampista                                                                               | Isaac Babadi                  | 6 de abril de 2005 (20 años)     | 2     | 1     | PSV Eindhoven          | vs. Macedonia del Norte, 11 de septiembre de 2023 |
| Delantero                                                                                    | Emanuel Emegha                | 3 de febrero de 2003 (22 años)   | 9     | 3     | Racing de Estrasburgo  | vs. Rumania, 25 de marzo de 2025                  |
| Delantero                                                                                    | Sontje Hansen                 | 18 de mayo de 2002 (23 años)     | 7     | 1     | NEC Nimega             | vs. Rumania, 25 de marzo de 2025                  |
| Delantero                                                                                    | Ibrahim Cissoko               | 26 de marzo de 2003 (22 años)    | 3     | 0     | Sheffield Wednesday    | vs. Georgia, 9 de septiembre de 2024              |
| - LES Se retiró por lesión - PRE equipo preliminar - ABS Convocado a la selección de mayores |                               |                                  |       |       |                        |                                                   |

## Estadísticas

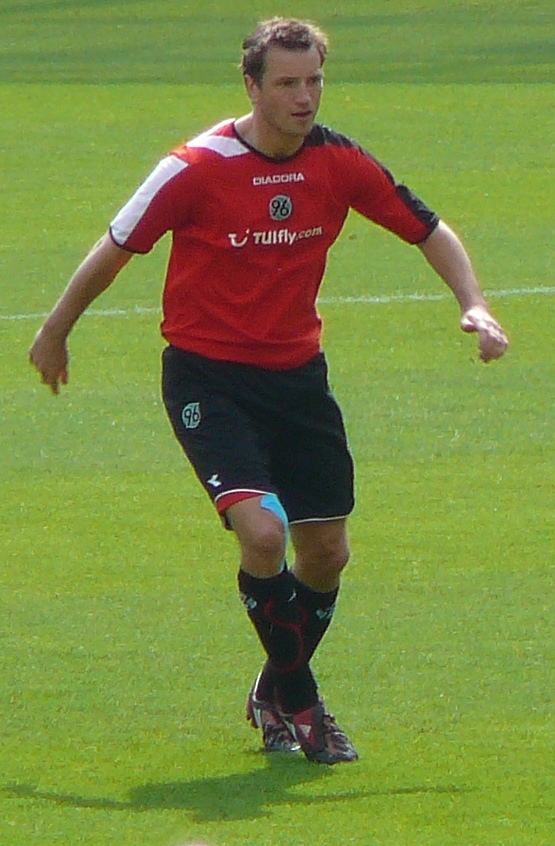
Arnold Bruggink es el jugador con más partidos de Jong Orange.

### Más participaciones
| #  | Jugador             | Periodo     | Pdos. | Goles |
| -- | ------------------- | ----------- | ----- | ----- |
| 1  | Arnold Bruggink     | 1995 – 1999 | 31    | 15    |
| 1  | Leroy Fer           | 2009 – 2013 | 31    | 06    |
| 3  | Daniël de Ridder    | 2004 – 2007 | 30    | 01    |
| 4  | Niels Oude Kamphuis | 1996 – 2000 | 28    | 02    |
| 5  | Roy Makaay          | 1994 – 1998 | 27    | 15    |
| 5  | Mark van Bommel     | 1996 – 2000 | 27    | 03    |
| 7  | Kiki Musampa        | 1996 – 2000 | 25    | 08    |
| 7  | Arnold Kruiswijk    | 2003 – 2007 | 25    | 0     |
| 9  | Georginio Wijnaldum | 2009 – 2013 | 24    | 10    |
| 10 | Daley Blind         | 2009 – 2013 | 23    | 0     |
| 10 | Klaas-Jan Huntelaar | 2002 – 2006 | 23    | 18    |
| 10 | Bram Nuytinck       | 2010 – 2013 | 23    | 02    |
| 10 | Marco van Ginkel    | 2011 – 2014 | 23    | 04    |
| 10 | Tonny Vilhena       | 2013 – 2016 | 23    | 04    |

Última actualización: 29 de mayo de 2014

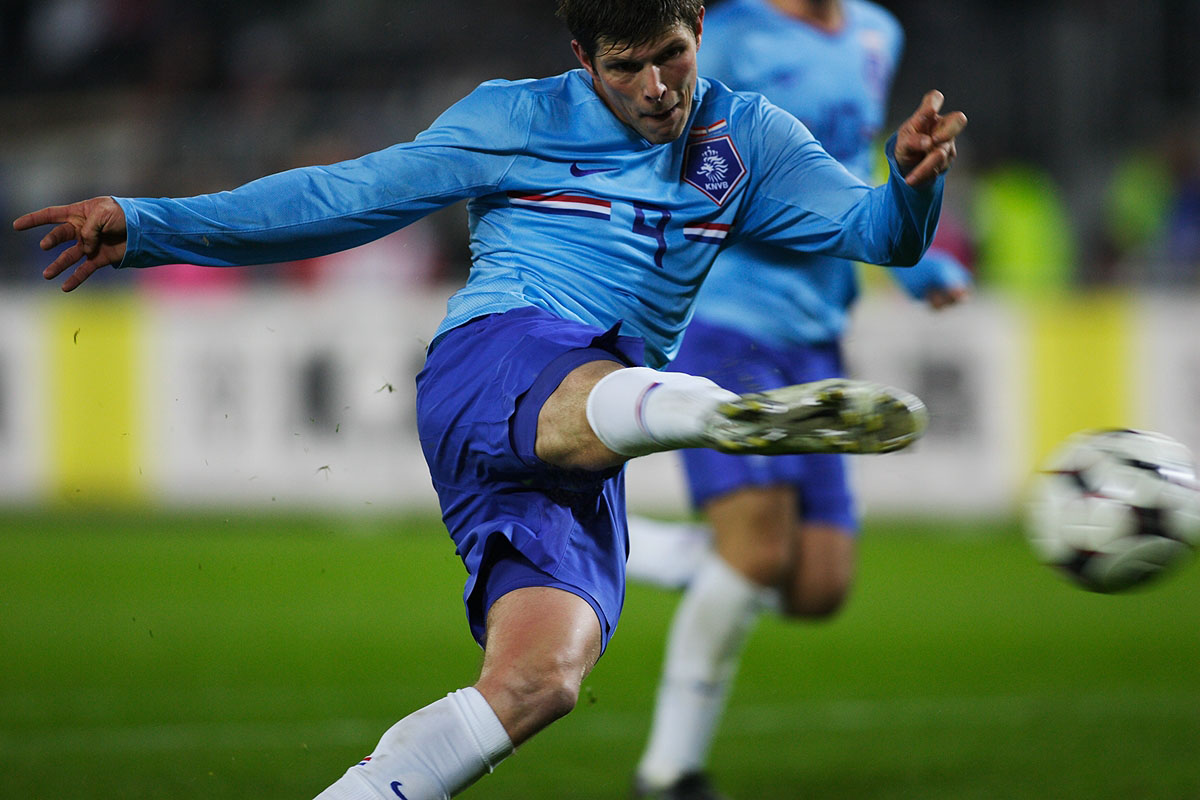
Huntelaar fue el Jugador de Oro y Máximo Goleador de la Eurocopa Sub-21 de 2006 y es el máximo goleador de todos los tiempos para Jong Orange.

### Más goles
| # | Jugador             | Periodo     | Goles | Pdos. | Prom. |
| - | ------------------- | ----------- | ----- | ----- | ----- |
| 1 | Klaas-Jan Huntelaar | 2002 – 2006 | 18    | 23    | 0.78  |
| 2 | Roy Makaay          | 1994 – 1998 | 15    | 27    | 0.56  |
| 2 | Arnold Bruggink     | 1995 – 1999 | 15    | 31    | 0.48  |
| 4 | Género Zeefuik      | 2011 – 2012 | 10    | 12    | 0.83  |
| 4 | Georginio Wijnaldum | 2009 – 2013 | 10    | 24    | 0.42  |
| 6 | Vincent Janssen     | 2014 – 2015 | 08    | 10    | 0.80  |
| 6 | Kiki Musampa        | 1996 – 2000 | 08    | 25    | 0.32  |
| 8 | Edwin Bakker        | 1984 – 1985 | 07    | 07    | 1.00  |
| 8 | Ronald de Boer      | 1989 – 1992 | 07    | 09    | 0.78  |
| 8 | Quincy Promes       | 2013 – 2014 | 07    | 10    | 0.70  |

Última actualización: 17 de noviembre de 2015